# قباد طالبانی
قباد طالبانی یک سیاستمدار کرد عراقی و معاون نخست وزیر اقلیم کردستان و فرزند جلال طالبانی، رئیس سابق اتحادیه میهنی کردستان (به کردی: یه‌کێتیی نیشتمانی کوردستان) است.
وی فرزند ارشد جلال طالبانی (رئیس جمهور پیشین عراق) است.
قباد طالبانی در تاریخ ۱۶ فروردین ۱۳۹۱ پس از ۱۲ سال از سمت خود به عنوان نماینده حکومت اقلیم خودمختار کردستان عراق در ایالات متحده آمریکا استعفا داد .
وی در تاریخ ۳۰ اردیبهشت ۱۳۹۳ با رأی اکثریت پارلمان اقلیم کردستان عراق به سمت معاون رئیس حکومت اقلیم برگزیده شد.
وی در ۲۵ شهریور ۱۳۹۵ شمسی طی مقاله ای که در صفحه شخصی اش در فیسبوک منتشر کرد با اعلام استقلال اقلیم کردستان با لحاظ شرایط سیاسی ، اقتصادی و امنیتی موجود مخالفت نمود .